# Viuvinha-de-óculos
Viuvinha-de-óculos, caça-moscas-d'óculos ou maria-preta-de-óculos (Hymenops perspicillatus) é uma espécie de ave da família Tyrannidae, a única do gênero Hymenops.
Pode ser encontrada nos seguintes países: Argentina, Bolívia, Brasil, Chile, Paraguai, Peru e Uruguai.
Os seus habitats naturais são: matagal, árido, tropical ou subtropical, e pântanos.